# ブルーサンダー (映画)
『ブルーサンダー』（Blue Thunder）は、1983年に製作されたアメリカ映画のアクション・スリラー映画。また、1984年に製作されたテレビドラマシリーズであり、タイトルの“ブルーサンダー”は、登場するヘリコプターの名前である。
なお、映画版とテレビドラマ版にはストーリー上の連続性はなく、基本設定が共通しているのみの別の作品である。
監督は『サタデー・ナイト・フィーバー』などで知られるジョン・バダム。
映画版の公開時のキャッチコピーは“HE'S OUT THERE…”（日本公開時の邦訳は「ヤツはそこにいる…」）。

## 映画版

### ストーリー
フランク・マーフィーはロサンゼルス市警航空隊のヘリコプター操縦士であり、心的外傷後ストレス障害を抱えたベトナム帰還兵である。彼の新しい相棒は新米のリチャード・ライマングッドだ。2人はロサンゼルスの夜をパトロールし、地上の警察を支援する。
マーフィーは、モハーベ砂漠のピンクビルにある軍施設で行われる、日の出時の実演説明会に出席するよう指示され、その評価演習中に、非公式には「ザ・スペシャル」と呼ばれ、「ブルーサンダー」という愛称を持つ新型のヘリコプターの操縦士に選ばれる。これは、1984年の夏季オリンピック中に発生する可能性がある大規模な市民の暴動に対する監視に使用することを目的として、カリフォルニア州政府が陸軍と合同で秘密裏に開発した武装ヘリである。ブルーサンダーは、強力な武装、熱赤外線スキャナー、単一指向性マイクとカメラ、内蔵携帯電話、コンピューターとモデム、6砲身20ミリ電動砲、Uマチック・ビデオ カセットレコーダーなどの装備を持ち、犯罪対策の強力なツールとなると思われる。マーフィーは、このヘリコプターが1ダースもあれば「国全体を支配出来るだろう」と苦笑いする。
市議会議員ダイアナ・マクニーリーの死が単なる殺人ではないことが判明し、マーフィーは独自の秘密捜査を開始する。彼は、ある破壊活動グループがT.H.O.R.（戦術ヘリコプター攻撃対応）というプロジェクトのコード名で、ブルーサンダーの能力をアピールするためにヒスパニック地区での暴動を煽動しようとしていることを知る。そしてそのグループはその推進のために、反対する政敵を秘かに排除しているのだ。
マーフィーは、ベトナム戦争中、折り合いの悪かった上官で、ブルーサンダーの主任テストパイロットであり、マーフィーはブルーサンダーの操縦士としてふさわしくないと評価した、元アメリカ陸軍大佐F.E.コクランの関与を疑う。マーフィーとライマングッドはブルーサンダーを使って、連邦地方庁舎の一室で行なわれていたコクランと州政府関係者の密議をビルの外から録音し、彼らが陰謀に関わっていることを理解する。何かを感じたコクランが窓に近付きカーテンを開けると、外で滞空しているブルーサンダーを見て何が起こったのかを理解する。着陸後、ライマングッドは録音テープを隠すが、自宅に戻ると捕らえられ、尋問され、逃走中に殺害されてしまう。
マーフィーはブルーサンダーを奪い、ガールフレンドのケイトにテープを回収して地元のニュース局に届けるよう指示し、ブルーサンダーを使ってケイトを追う警察の邪魔をする。ケイトはテレビ局に到着するが、追手の1人に捕まりそうになる。テープを渡す相手の記者はケイトからテープを預かり、追手は警備員に殴られ気を失う。
マーフィーは今や「安全保障上のリスク」と見做されている。市当局の支援を受け、コクランと他の共謀者たちは、2台のロサンゼルス市警のベル206ヘリコプターをはじめ、ブルーサンダーを倒すためにあらゆる手段を活用する。マーフィーは1機目を攻撃し不時着させた後、ロサンゼルス川にかかる高架橋をくぐりながら2機目と追いつ追われつし、最終的にはそれを墜落させる。その後、空軍州兵のF-16戦闘機2機が出動したが、マーフィーはそのうちの1機を撃墜し、もう1機からは逃げることに成功する。その過程で、1発のミサイルがリトル東京の肉調理工場を破壊し、2発目はアルコプラザビルに命中する。ロサンゼルス市長によりブルーサンダー撃墜の命令は撤回される。
コクランは復讐に燃え、ベトナムでの元部下を始末するため、市長の命令に背き、重武装のヒューズ500ヘリコプターでブルーサンダーを待ち伏せる。コクランの銃撃でマーフィーは負傷するが、緊迫した戦いの末、マーフィーはブルーサンダーのタービンブースト機能を利用して宙返りをした直後にコクランを撃墜する。その後、マーフィーは走って来る貨物列車の前にブルーサンダーを着陸させて破壊する。
その間、テープは公開され、共謀者たちは逮捕される。

### スタッフ
- 監督 ジョン・バダム
- 制作総指揮 フィル・フェルドマン、アンドリュー・フォールスゲン
- 制作 ゴードン・キャロル
- 脚本 ダン・オバノン、ドン・ジャコビー
- 撮影 ジョン・A・アロンゾ
- 美術 シドニー・Z・リトワック
- 編集 フランク・モリス、エドワード・M・アブロムズ
- 音楽 アーサー・B・ルビンスタイン
- 日本語字幕：野中重雄[3]

### キャスト
| 役名                                         | 俳優                   | 日本語吹替                                                             | 日本語吹替 | 日本語吹替                                                                                    |
| 役名                                         | 俳優                   | フジテレビ版                                                           | テレビ朝日版 | ソフト版                                                                                      |
| -------------------------------------------- | ---------------------- | ---------------------------------------------------------------------- | --- | --------------------------------------------------------------------------------------------- |
| “フランク”フランシス・マクネイル・マーフィー | ロイ・シャイダー       | 羽佐間道夫                                                             | 羽佐間道夫 | 原康義                                                                                        |
| “ケイト”キャサリン・マーフィー               | キャンディ・クラーク   | 土井美加                                                               | 鵜飼るみ子 | 湯屋敦子                                                                                      |
| F・E・コクラン大佐                           | マルコム・マクダウェル | 小川真司                                                               | 堀勝之祐 | 飯島肇                                                                                        |
| ジャック・ブラドック警部                     | ウォーレン・オーツ     | 小林清志                                                               | 坂口芳貞 | 斎藤志郎                                                                                      |
| リチャード・ライマングッド巡査               | ダニエル・スターン     | 堀内賢雄                                                               | 大塚芳忠 | 岸本周也                                                                                      |
| アイスラン                                   | ポール・ローブリング   | 宮田光                                                                 | 池田勝 | 長克巳                                                                                        |
| フレッチャー                                 | デヴィッド・シェイナー | 大木民夫                                                               | 嶋俊介 | 秋元羊介                                                                                      |
| モントーヤ                                   | ジョー・サントス       | 麦人                                                                   | 安田隆 |                                                                                               |
| ショート軍曹                                 | エド・バーナード       | 銀河万丈                                                               | 糸博 | 木村雅史                                                                                      |
| ロサンゼルス市長                             | ジェイソン・バーナード | 池田勝                                                                 | 村松康雄 |                                                                                               |
| アルフ・ヒューイット                         | ジェームズ・マータフ   |                                                                        | 仲木隆司 |                                                                                               |
| その他                                       | N/A                    | 阪脩 西村知道 小島敏彦 久保晶 寺島幹夫 麦人 宮内幸平 大塚芳忠 横尾まり | 原田一夫 伊井篤史 長島亮子 安田隆 田原アルノ 仲木隆司 千田光男 飯塚昭三 広瀬正志 色川京子 坂本千夏 追加録音版キャスト 今村一誌洋 水瀬郁 | 側見民雄 ふくまつ進紗 原田晃 大久保利洋 武虎 園部好德 田坂浩樹 瀬尾恵子 八木かおり 川瀬ゆう子 |
| 日本語版制作スタッフ                         |                        |                                                                        | |                                                                                               |
| 演出                                         |                        | 小林守夫                                                               | 水本完 | 二瓶紀六                                                                                      |
| 翻訳                                         |                        | 宇津木道子                                                             | 宇津木道子 | 余語健                                                                                        |
| 効果                                         |                        | 遠藤堯雄                                                               | 南部満治 大橋勝次 |                                                                                               |
| 配給                                         |                        | 日本国際エンタープライズ                                               | ソニー・ピクチャーズ エンタテインメント (日本)                                                                                          |                                                                                               |
| 製作                                         |                        | フジテレビ 東北新社                                                    | ザック・プロモーション | 東北新社                                                                                      |
| 初回放送                                     |                        | 1986年10月11日 『ゴールデン洋画劇場』                                  | 1988年10月2日 『日曜洋画劇場』 |                                                                                               |
| 再放送                                       |                        | 1993年8月7日 『ゴールデン洋画劇場』                                    | 2014年4月25日 『土曜吹替劇場』 |                                                                                               |

※テレビ朝日ではシネマエクスプレス枠で2007年に上記の放送マザーから映像のみ転用した字幕版が放送された。本編尺は88分。
- 『土曜吹替劇場』で放送されたテレビ朝日版はカットされた場面に同キャスト、一部代役を起用して追加収録した「吹替補完版」。また一部台詞が録り直されている。

※コクラン大佐は吹き替え版では「コクレーン」と発音する場合もある。

### 機体

#### 設定
全長12.0m、全高3.16m、3ローター・ブレードの全幅は10.5m。最大速度は時速320km、巡航速度は時速220km。航続距離は800kmで滞空時間は3時間、最大高度は18,500フィート。。
機体前部の左右に備えられた3000万カンデラのサーチライト、拡声器のほか、機体左側面に赤外線暗視装置、機体右側面には室内の人物をカーテン越しに撮影可能なサーモグラフカメラ、操縦室上部に超高感度・超高指向型の盗聴用マイクロフォンを装備。カメラとマイクで捉えた内容は、機体後部に搭載されたUマチックビデオデッキで記録できる。ビデオカセットは特殊なジャケットに収納されており、司令部からコマンドを送信することで内容の遠隔消去が可能である。
飛行中でも『ウィスパーモード』にすることでローター音を消すことができる。
武装は、機首下部の20mm6銃身ガトリング砲1門（ストーリー中では「エレクトリック・キャノン」と表現されている）。毎分4000発を発射可能で、有効射程は1kmにも及ぶ。照準はAH-64 アパッチに搭載されているような、パイロットの視線に連動して砲塔が追尾するディレクターサイト方式となっている。機体は厚さ2.5センチのセラミック製装甲で防弾仕様。チャフやフレアなどは搭載されていない。
操縦席前部のパイロット席前面には赤外線式照準装置と映像表示パネル、航空計器が配されたコンソールがあり、席の左側には航空無線連結コンソールが置かれている。操縦席の後方にある航空観測員席には人工衛星による位置確認装置（21世紀でいうGPSのナビゲーションモニター）、1台のサーモグラフモニターの上に四分の一インチモニター4台が設置されたコンソールパネル、政府機関のデータバンクとリンクしているコンピュータ端末を搭載。航空観測員席はこれらの機器のため斜め前向きに設置されており、操縦席は広く見えるが実際は2人乗りである。コクピット天井には「ビッグブラザー」と呼ばれるコクピットボイスレコーダーと収録用マイクが取り付けられている。
これらの機能は荒唐無稽なものではなく、1990年代に実現されているであろうレベルを意識しており、そのほとんどは現在までに軍用ヘリなどで実用化されている。最後まで実現されていなかった、ローター音の消音はユーロコプターから「ブルーエッジ」という騒音低減技術が発表されたため、現在ではほぼ同性能の機体が製造可能となっている。
エンジン部分には「02」、ダクテッドファン枠には「2502」と番号が記されているが、何を意味するのかは不明。

#### プロップ
主役とも言える“ブルーサンダー”ヘリコプターはミッキー・ミッチェル(Mickey Michaels)によるデザインで、当初は既存の民間向けヘリコプターを小改造して使用する予定であったが、バダム監督とミッチェルは「誰も見たこともないようなデザインであるほうがいい」としてオリジナルの機体をデザインした。デザインにあたっては当時最新鋭とされた各種の軍用攻撃ヘリコプターが参考にされている。
ミニチュア（1/6スケールのラジコン）の他、実際に飛行するプロップが製作され、母体となった機体はアエロスパシアル製SA341である。風防部分はベース機を直接採寸の上で美術スタッフの手で設計された。母体であるSA341は涙滴型のキャビンと風防を持っているが、監督であるバダムが戦闘ヘリらしい印象を求めたのに加え、美術スタッフが撮影時の光の反射を考慮した事で直線的なデザインが採用され、ダイヤモンドカットの様な多面形の風防となっている。

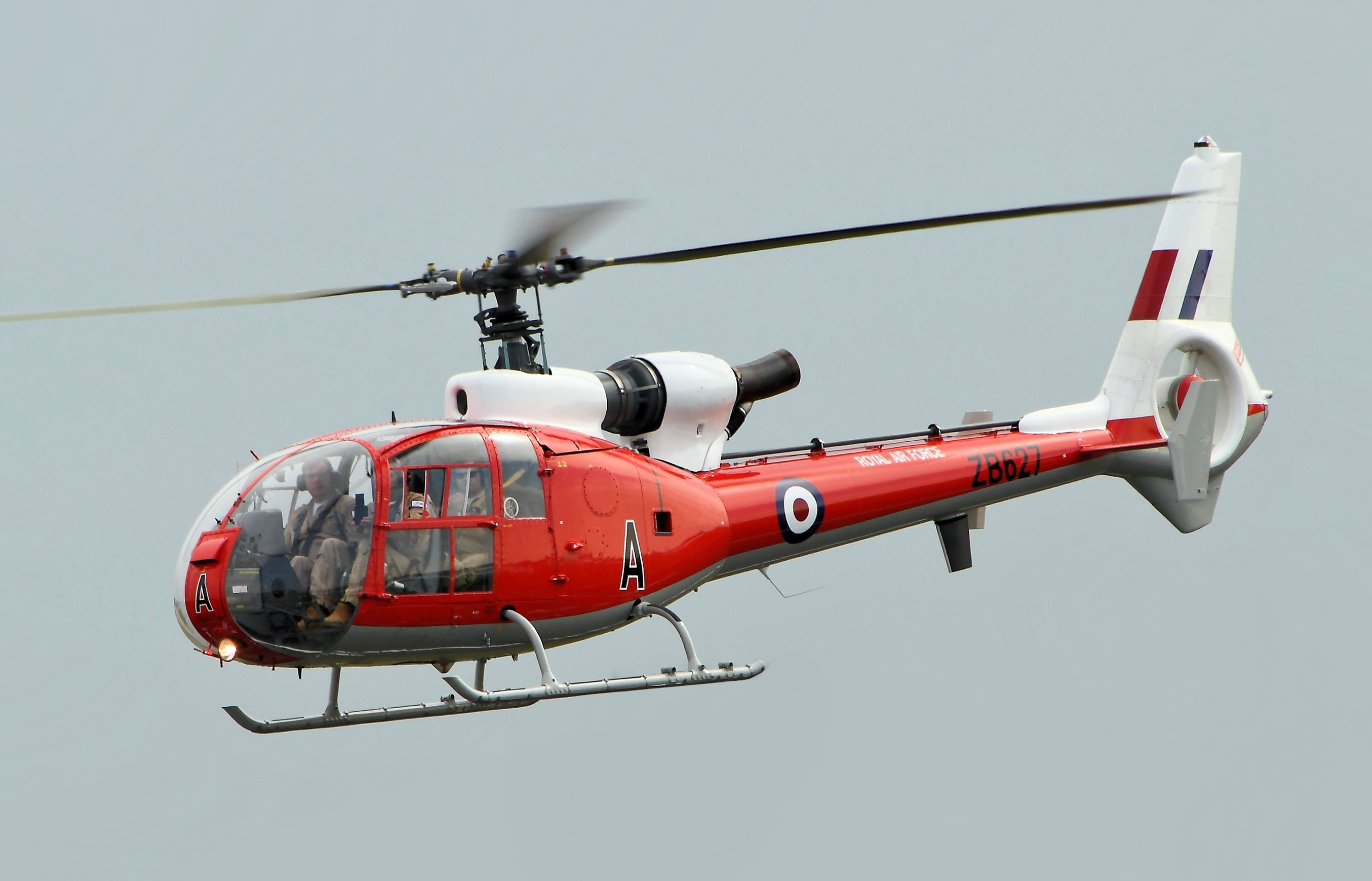
アエロスパシアルSA341 ”ガゼール”

実機改造のプロップは1機19万ドルで購入したものを改造し、大型化された風防その他のパーツを装着、機首にはガトリング砲のダミーが取り付けられている。このために全体的な機動性が損なわれており、実際は作中で演出されているような機敏な動きをさせることが難しかったという。また、大型化した風防のために機体前部が重く、バランスが偏っていて操縦が難しかったとのことである。このためか、劇中でもマーフィーが機首が重い事に言及するシーンがある。
飛行可能なプロップは予備機を含め2機が製作され、1番機の製造番号1075号機（s/n 1075：FAA登録番号 N52BT）はテレビシリーズの撮影後、1986年にニューメキシコ州の中古航空機保管業を経営するコレクターに売却され、細部の改造と塗装／マーキングを変更して『冒険野郎マクガイバー』に登場し、ABCのミニドラマ「アメリカ」でも細部の改造と塗装／マーキングの変更が施されて使用され、その後1988年にSA341の部品取り用として中古市場に売却された。予備機の2番機、製造番号1066号機（s/n 1066：FAA登録番号 N51BT）はTVシリーズの撮影に用いられた後、1番機に先んじて1984年にニューメキシコ州のコレクターに買い取られ、全米各地のエアショー他で展示飛行のアトラクションに用いられた後、1994年に解体されて部品取り用として中古市場に売却された。
これら実機改造の飛行可能機2機の他、クローズアップ撮影用にコクピット内を作り込んだ機体前半部だけを製作したものと、外形のみのモックアップが製作された。モックアップ機はラストシーンの撮影で使用された後に処分されたが、クローズアップ撮影用のプロップは『ファイヤーフォックス』の撮影に使用された後、機首ガトリング砲が取り除かれた状態でフロリダ州のMGMスタジオ（後のディズニー・ハリウッド・スタジオ）に貸し出され、バックロット・ツアーの展示品とされた。このプロップは露天展示されたために経年損傷が進み、2009年にはディズニー・ハリウッド・スタジオ側からの返却の申し出を『ブルーサンダー』の権利を保有していたソニー・ピクチャーズが辞退したため、バックロット・ツアー用の展示から引き揚げられて処分され、現存していない。

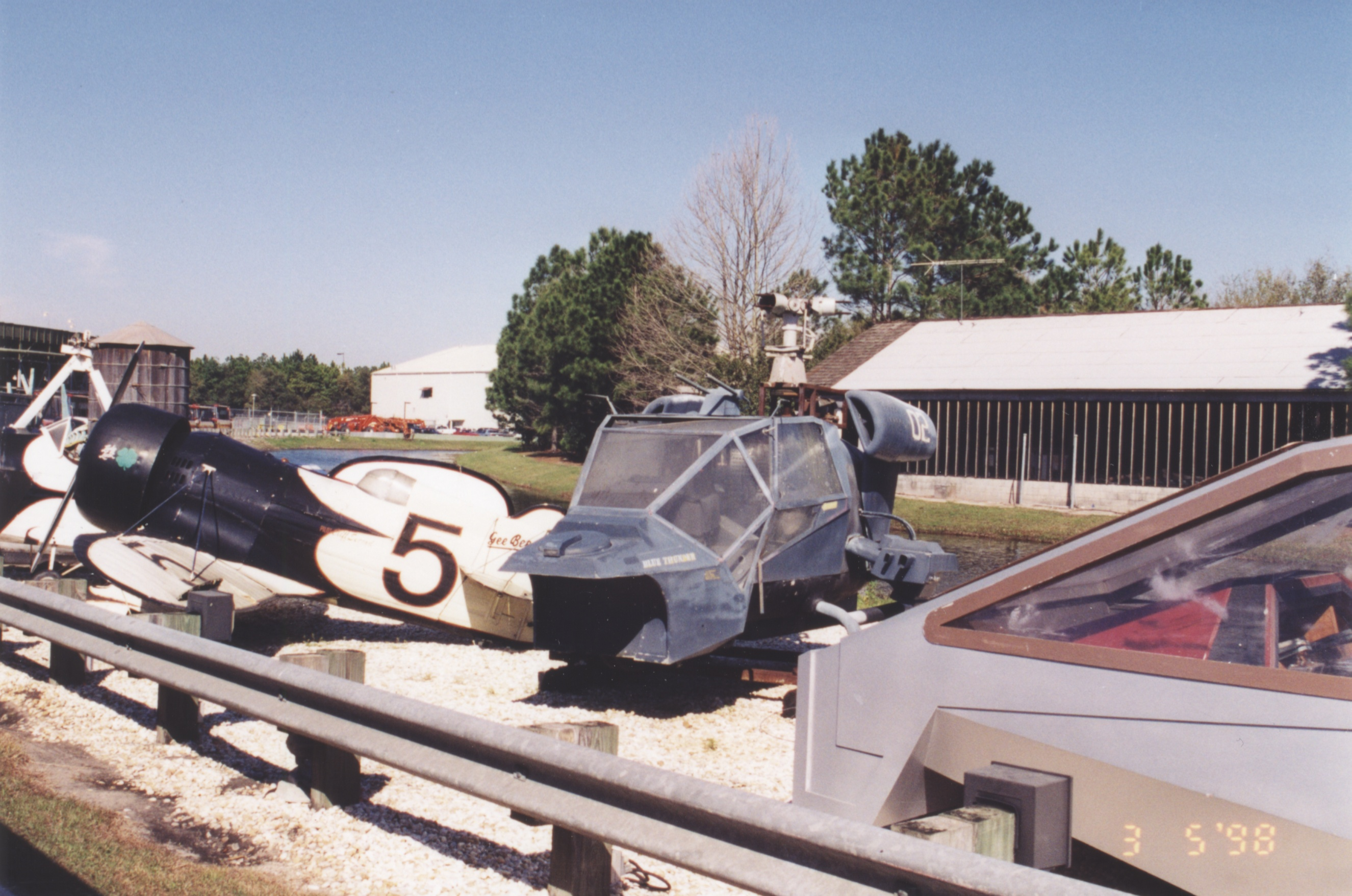
MGMスタジオのバックヤードに屋外保管されていたもの 1998年の撮影
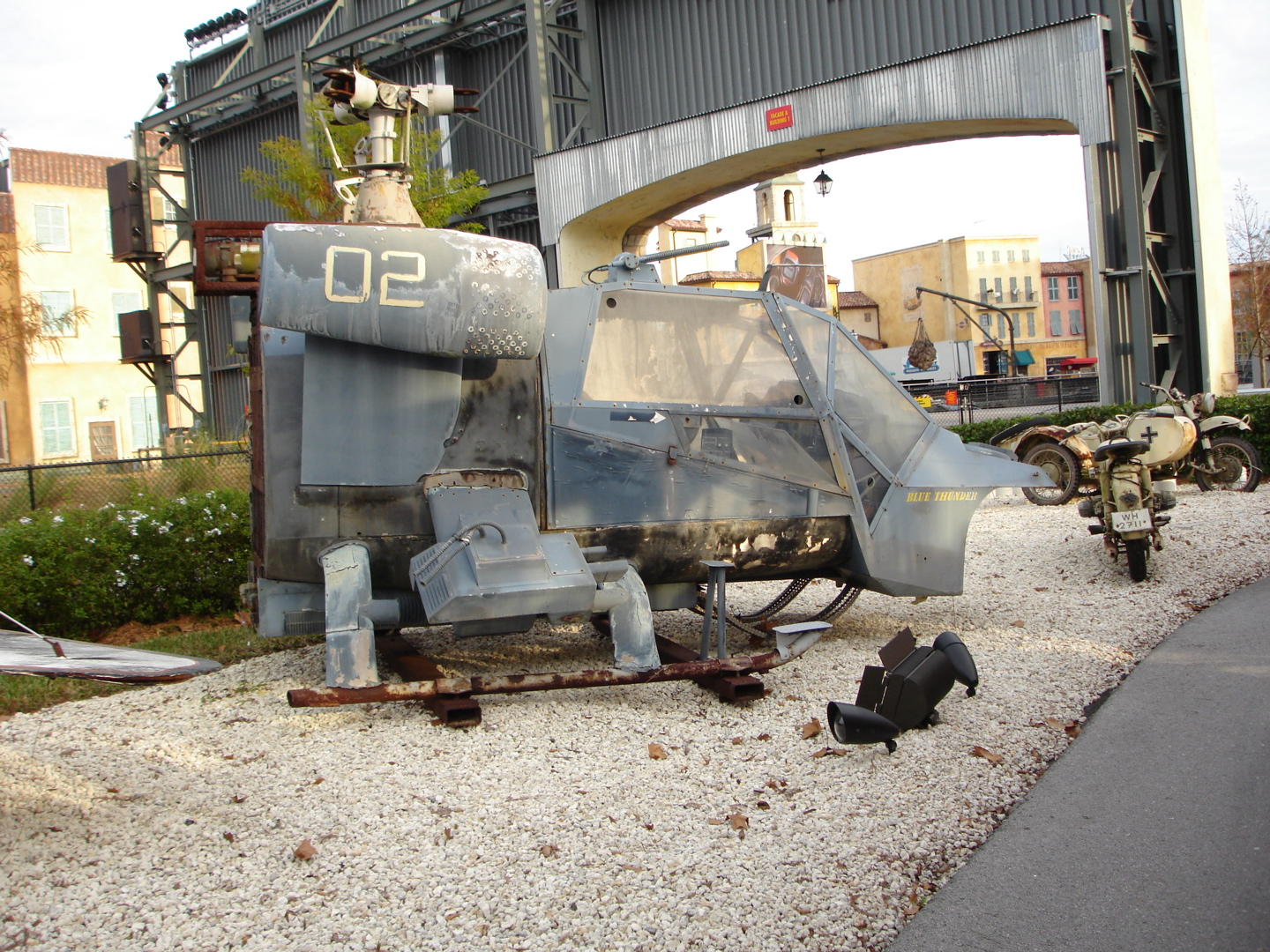
展示位置が変更された状態 2006年の撮影
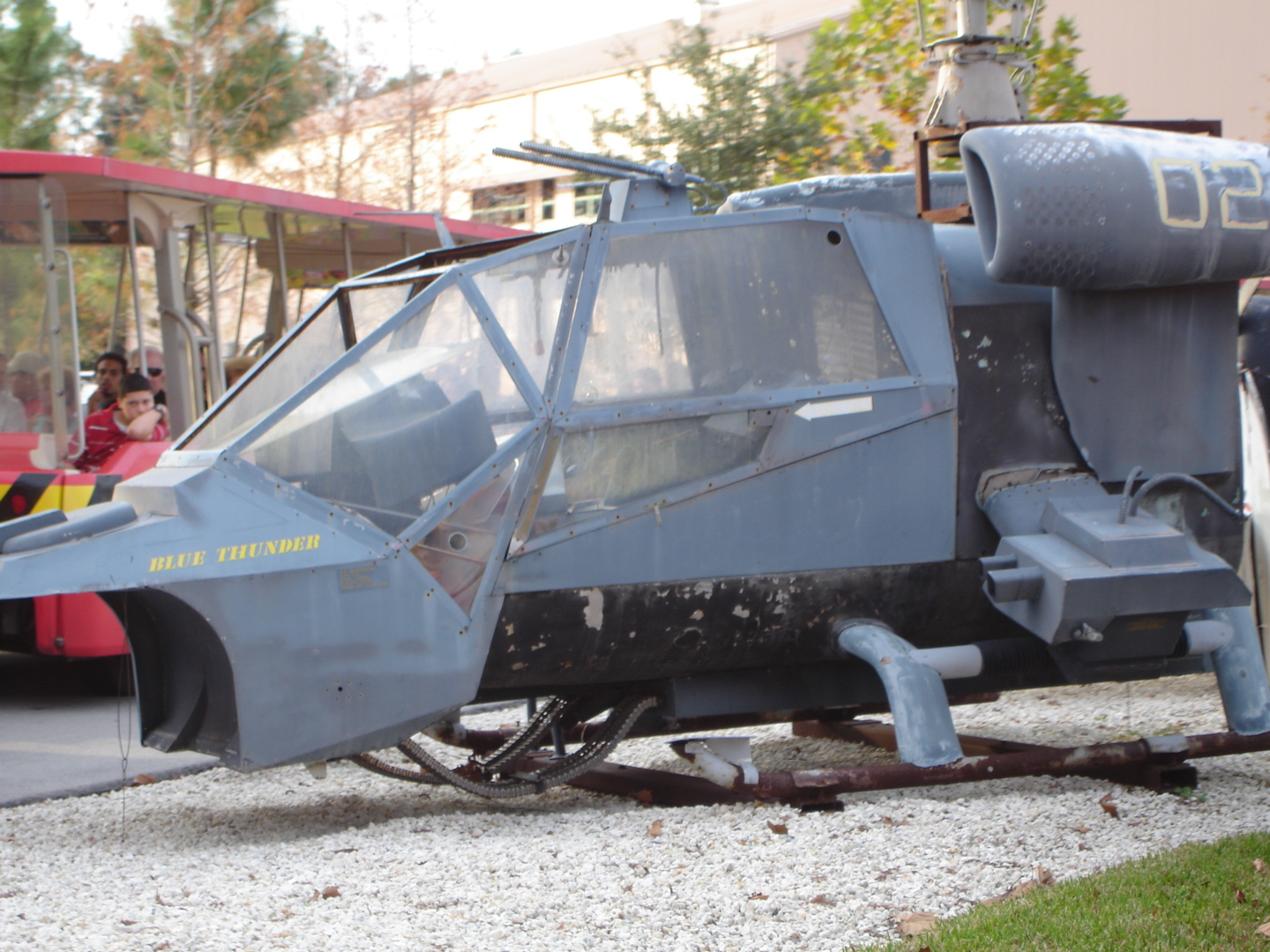
左前方より
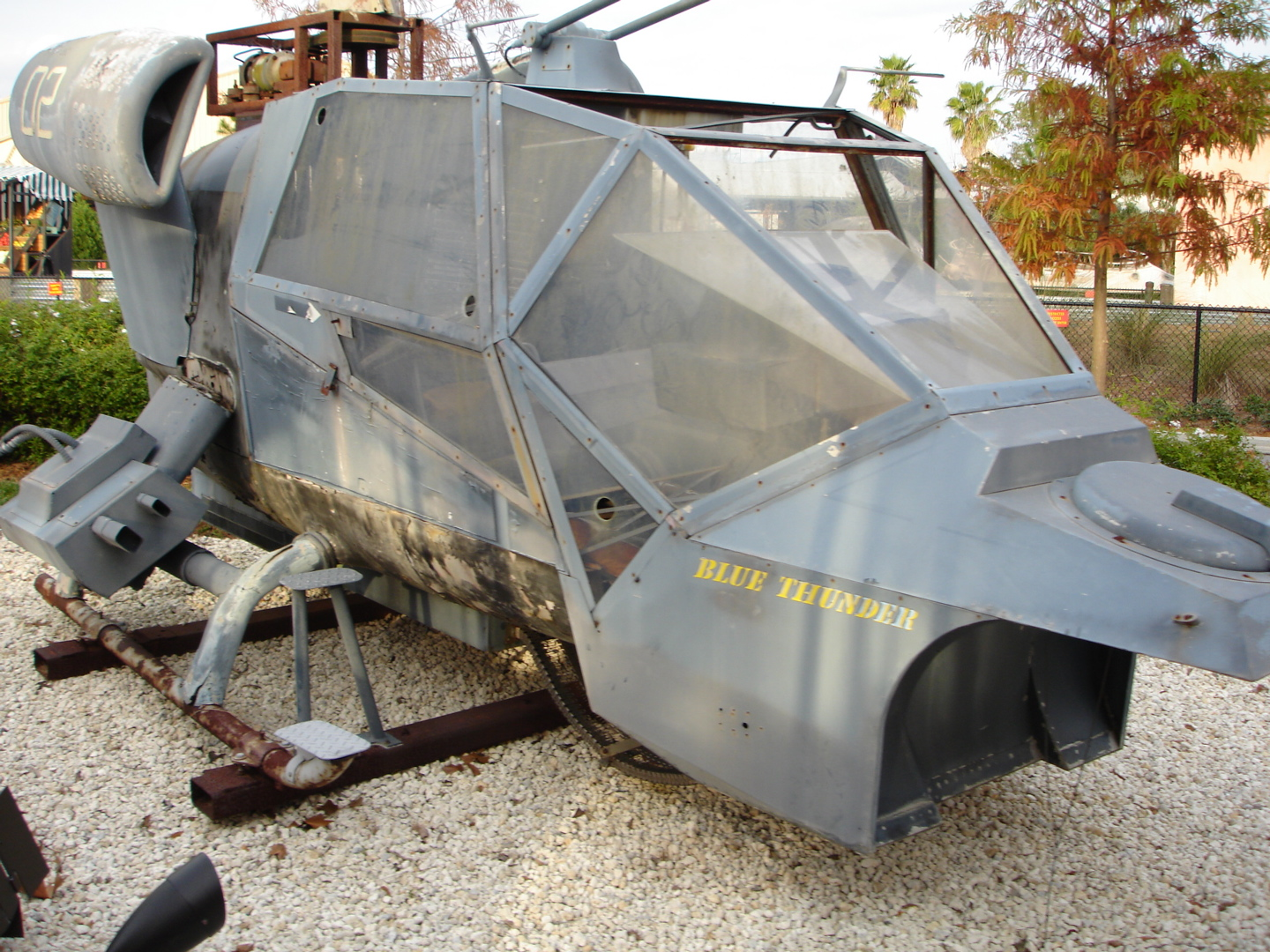
右前方より

これら実機改造のプロップとモックアップの他、1/6スケールのラジコンモデルが製作され、実機では難しいシーンの撮影に用いられた。実機プロップとラジコンモデルではメインローターのブレード数が異なり、プロップ（ベースとなっているSA341）では3枚だが、ラジコンモデルでは2枚で、実機にはないスタビライザーがあることで区別できる。

#### 模型
- アメリカのプラモデル製作会社モノグラムから1/32のプラモデルが発売されていた。
- 2009年、日本の模型製作会社オーガニックの「ドリーム・マシン・プロジェクト」より1/32のダイキャストモデルが発売。
- 2010年、アオシマから1/48でプラモデルが発売。

### 備考
- ロス上空でのヘリ・チェイスの撮影は、実際のロスで行われた。警察立会いの下で毎週日曜日を使用し、約2か月間かけて（8日間にわたって）撮影された。
- 空軍州兵のF-16戦闘機はハセガワ他の市販プラモデルをベースにしたミニチュアで撮影された。元になったプラモデルがいずれも試作型のYF-16を参考にしていたものであったため、実際の量産配備機であるF-16Aとは細部が異なっている。

なお、ハセガワには版権元からプラモデルの商品化のオファーがあったという。しかしハセガワからはブルーサンダーの模型は発売されなかった。当時実際にブルーサンダーのプラモデルを発売したのはアメリカのモノグラム社である。
- ブルーサンダーが高層ビルの反射光を利用してミサイルの赤外線追尾をかわすシーンは、ミニチュアのビル（といっても高さ20m以上ある大型のもの）とラジコンモデルを使って撮影された。見事撮影に成功したことに気を取られていたスタッフ達がふと気付くと、ラジコンヘリはコントロールを失ったまま行方不明になっていた。大慌てで探したところ、付近の駐車場で高級車のすぐ手前に墜落しているのが見つかり、スタッフ陣は肝を冷やしたという[6]。
- ブルーサンダーがリトル東京のレストランの煙突を利用してミサイルを避けるシーンで、爆発後に空から降り注ぐチキンには、本物のチキンが使用された。DVD収録のスタッフ・コメンタリーによると、本物のチキンは一つ2ドル50セントで用意できるが、ゴム製のダミーを用意すると一つにつき20ドル必要だったとの事である。
- 物語の前半、自宅でヨガをする女性を警察ヘリから覗き見するシーンがあるが、この女性は劇場版オリジナル映像では全裸である。しかしテレビ放映向けに、レオタード着用ヴァージョンの映像が別に撮影された。DVD収録の映像は前者で、また2007年のテレビ放映時（テレビ朝日、深夜、字幕スーパー放映「シネマエクスプレス」枠）の際にも前者の映像が使用された。DVDアルティメット版の特典ディスクには、この辺の説明も収録されている。
- ラストの劇中のテレビニュース内で、一連の顛末を伝えた後の次のニュースとして、東北新幹線（「日本の弾丸列車（japanese bullet train）」＝新幹線の事を外国では弾丸列車(bullet train)とも呼ぶ）の開業が取り上げられている（DVDの吹替音声ではリニアモーターカーになっている）。
- ブラドック警部の名前はブルドッグをもじって付けられた。演じたウォーレン・オーツは本作の公開を待たずに亡くなり、遺作となった本作にはオーツへの献辞テロップが加えられてから劇場公開された。
- 警察官達が身に着けている警察バッジは、現行のものではなく「シリーズ5」と呼ばれる、1939年まで使用されていた一つ前の世代の形式。これは当時ロサンゼルス市警察が、実際に使用されている物をドラマや映画に登場させる事を一切認めなかったため。ドラマ「パトカーアダム30」でもこの方針は貫かれた。
- この機体はテレビシリーズの後、「冒険野郎マクガイバー」とABCのミニドラマ「アメリカ」でも使用された。
- 主人公のマーフィーが重要な決断をする際や平常心を取り戻すために1分間のカウントダウンを行うのに使用する腕時計はCASIO 103 AA85。ブルーサンダー・ウォッチとして知名度が上がったが、市販品には映画内のような1秒ごとにデジタル針が消え電子音を発する1分間のカウントダウン機能はなく、実際には1分ごとに針が消える60分タイマーとなっている。
- 作中でライマングッドが同僚たちから貰った帽子に刺繍されていた「JAFO」とは「Just Another Fucking Observer」のアクロニムで、ヘリ運用が普及している米国の兵士や警官が使うスラング。意訳すると「ただ乗っているだけで大して役に立たない奴」、転じて「間抜けな航空観測員」という感じの、まだ新米で仕事の要領も悪いライマングッドをからかう言葉である。TVシリーズでも、主人公フランクとコンビを組んでブルーサンダーに乗り込むワンダーラブがたびたびJAFO扱いされるが、言葉の意味を知らなかったライマングッドに対してワンダーラブはそう呼ばれる事に反発する。日本ではこの言葉の馴染みが薄い為か、吹替版ではワンダーラブがチームの他のメンバーに比べて小柄な事から（同時にフランクより未熟な若輩で、ブルーサンダーが駆り出される命がけの任務に向かないという揶揄を込めて）「チビ助」と呼ばれ、それを嫌がるという形に変えられている。

## テレビドラマ版
1984年にテレビシリーズ化された。日本ではテレビ東京で放送。まずテストケースとして、1984年3月19日から同年3月23日まで、平日20時枠の帯情報番組『5夜連続シリーズ スーパーTV』で放送、その4か月後の7月17日から9月25日まで、同局の火曜21:00 - 21:54にシリーズとして放送した。制作は「逃亡者」「ロックフォードの事件メモ」「サンセット77」で知られるロイ・ハギンズ。

### 内容
映画版とストーリーの繋がりはない。テレビ版では出演者名が若干変更され、ブルーサンダーも、連邦法執行機関（APEXと称している）のロス市警内出張所に所属、さまざまな事件を解決すべく出動する設定になっている。
ブルーサンダーに燃料や武器弾薬の補給等を行える車両・ローリングサンダーを運用する地上のサポート班がおり、ブルーサンダーと緊密に連絡をとって犯人を逮捕する。

### アクション面
敵は麻薬密売組織などの犯罪組織か単独の刑法犯がほとんどである。警察なので犯人に武器を捨てるように警告をする。犯人がそれに応じない時は犯人を傷つけないよう威嚇射撃をする。たいていの犯人はこれで投降するが、たまにそれにも応じない者もいるが精密な射撃で武器を破壊され逮捕される。支援車両ローリングサンダーの荷台に搭載されているピックアップトラックには天井部分にM60機関銃が搭載されていておよそ警察組織とは思えない強力な武装を施している。
映画同様アクションドラマということだがリアリティーを追求し、派手なアクションシーンは少ない。毎回見所はブルーサンダーが飛び回るシーンであるが、映画から転用されたものが多い。なおテレビ版においては最新鋭戦闘ヘリ対レシプロ戦闘機という現実ではあまり見かけない緊迫シーンも撮影されているために、日本のバラエティ番組の再現VTRシーンで一部のみ抜き出して使用される事も見受けられた。

### 評価
米国内でのテレビ放映時の視聴率低迷のため、第1シーズン全11話で打ち切りになっている。日本でも放送後にビデオソフト化（RCAコロンビア発売）されたが、2015年時点でもDVD化はされていない（ただしDVD「ブルーサンダー アルティメット・コレクション」の特典ディスクに第1話と第2話がテレビ放送版の日本語吹替え音声も含めて収録されている）。

### 後年の再放送
2001年にニュープリント&デジタルニューテレシネによるニューマスター版の日本語吹替版が最初の再放送がTVKテレビ（テレビ神奈川）で行われ、その再放送以降からCS放送（旧．スーパーチャンネル）などでも同じマスターを転用したニューマスター版での再放送が行われた。

### キャスト
- フランク・チェイニー：ジェームズ・ファレンティノ（声：小川真司）
- クリントン・ワンダーラブ：ダナ・カーヴィ（声：水島裕）
- ブラドック警部：サンディ・マクピーク（声：宮内幸平）
- “スキー”リチャード・ポトフスキー：ディック・バトカス（声：石田太郎）
- “ババ”ライマン・ケルシー：ババ・スミス（声：筈見純）
- J.J.：アン・クーパー（声：横尾まり）

| テレビ東京 5夜連続シリーズ スーパーTV                                      | テレビ東京 5夜連続シリーズ スーパーTV                                  | テレビ東京 5夜連続シリーズ スーパーTV |
| 前番組                                                                     | 番組名                                                                 | 次番組 |
| -------------------------------------------------------------------------- | ---------------------------------------------------------------------- | --- |
| 新着!驚異のマジック&サーカス・ 全米No.1マジシャン登場 （1984.3.12 - 3.16） | ブルーサンダー（ドラマ版） （1984.3.19 - 3.23）                        | 人気怪獣大パレード （1984.3.26 - 3.30） |
| テレビ東京 火曜21時枠                                                      |                                                                        | |
| 夫婦ねずみ今夜が勝負 （1984.4.17 - 7.3）                                   | ブルーサンダー（ドラマ版） （1984.7.17 - 9.25） 【当番組までドラマ枠】 | 火曜ゴールデンワイド （第2期） ※20:03 - 21:51 （1984.10.2 - 1986.9.30）各駅停車世界の旅 ※21:51 - 21:54 （1984.10.2 - 1986.9.30） 【57分繰り下げて継続】 |